# Resolução 296 do Conselho de Segurança das Nações Unidas
Resolução 296 do Conselho de Segurança das Nações Unidas, foi aprovada por unanimidade em 18 de agosto de 1971, após análise do pedido do Barém para ser membro da Organização das Nações Unidas, o Conselho recomendou à Assembleia Geral que o Barém deve ser admitido.